# AS Roma

Match på Stadio Olimpico

AS Roma är en fotbollsklubb i Rom i Italien.
AS Roma är ett klassiskt lag i italienska Serie A och har de senaste åren tillhört den absoluta toppen med ligasegern 2001 som höjdpunkt. Bland lagets profiler märks bland andra Daniele De Rossi. Laget spelar i vinröda tröjor och vita byxor. Derbyn spelar laget mot SS Lazio.

## Historia

### Den första tiden
AS Roma grundades i juli 1927. Den italienska fotbollen dominerades på den tiden av klubbar från Norditalien och AS Roma bildades genom en sammanslagning av fyra klubbar: Alba Audace, Roman, Fortitudo och Pro Roma (Fortitudo och Pro Roma blev sammanslagna 1926) i ett försök av fascistregimen att skapa en klubb från huvudstaden som bättre kunde konkurrera med dåtidens storlag. Det var också meningen att Lazio skulle ingå i sammanslagningen men klubben vägrade. Den nya klubben behöll de samma färgerna (gult och rött) som klubben Roman hade haft. Till en början spelade Roma på en anläggning i Testaccio - Stadio di Testaccio, som av många supportrar fortfarande räknas som Romas hem. Redan den första säsongen 1927/28 lyckades klubben vinna föregångaren till den italienska cupen och tiden fram till det andra världskriget var i övrigt en ganska framgångsrik tid för klubben med två andraplatser (30/31, 35/36) och den första ligasegern (41/42). Detta var den första gången ett lag från centrala eller södra Italien hade vunnit ligasegern. En central spelare i det vinnande laget var målskytten Amadeo Amadei, som är en av bara fyra spelare som har gjort mer än 100 mål för laget.

### Efterkrigstiden
Efter det andra världskriget så följde några svåra år med dålig ekonomi och svaga insatser för laget. Efter att under flera år ha undgått nedflyttning med liten marginal, blev laget nedflyttat till Serie B efter säsongen 1950/51 men gick tillbaka upp direkt efteråt. De enda klubbarna som har spelat flera säsonger i Serie A än Roma är Juventus och Inter. Under 1950-talet placerade sig klubben oftast runt 6:e plats. Bästa säsongen var 1954/55 då man nådde andra plats. Svensken Gunnar Nordahl var också tränare för klubben en kortare tid i slutet av 50-talet.

### Cupframgångar
Under 1960-talet så hamnade klubben allt oftare längre ned i ligan med flera placeringar på 10:e plats. Om ligaspelet gick allt sämre, så nådde klubben i alla fall framgångar i cupspel. Redan säsongen 1960/61 vann klubben sin hittills enda Europatitel då man slog Birmingham City i finalen i Mässcupen. Central spelare i detta lag var målskytten Pedro Manfredini.
Roma vann också den italienska cupen 1964 och 1969. I laget som vann 1969 spelade bl.a. Fabio Capello, som senare skulle komma tillbaka som tränare och vinna klubbens tredje ligatitel 2001.  
Laget nådde också semifinal i Cupvinnarcupen säsongen 1969/70. I semifinalen mötte man den polska laget Gornik Zabrze och spelade tre oavgjorda matcher utan (1-1 hemma, 2-2 borta och en skiljematch i Strasburg där det blev 1-1), så avancemang avgjordes via myntsingling. Detta var den sista gången detta förfarande användes för att avgöra vilket lag som skulle gå vidare. I diskussionerna efter denna matchen bestämde Uefa att övergå till strafförfarande för att avgöra avancemang. (På denna tiden fanns nämligen inte bortamålsregeln) 
Under 1970-talet fortsatte kräftgången i ligan. Med undantag av en fin 3:e plats säsongen 74/75 under Nils Liedholms första period som tränare i klubben (1974-78), så fortsatte klubbens svaga resultat i ligan där man ofta placerade sig i mitten av tabellen.

### Storhetstiden
1979 tog Dino Viola över som ordförande i klubben och Viola hämtade än en gång in Nils Liedholm som tränare. Roma vann den italienska cupen och vann också sitt andra ligaguld med Liedholm som tränare år 1983. När Nils Liedholm kom tillbaka som coach för Roma blev Agostino Di Bartolomei ledaren i laget som lagkapten. Andra centrala spelare i laget var brasilianaren Falcão, den trefaldige skytteligavinnaren Roberto Pruzzo, yttermittfältaren Bruno Conti (som också var med i Italiens världsmästarlag 1982) och Carlo Ancelotti.
Året efter spelade man för första gången i Europacupen, där laget nådde ända fram till final efter att bland annat ha slagit ut IFK Göteborg. I finalen, som spelades i Rom, mötte Roma Liverpool FC, men förlorade på straffar. Efter den förlusten avgick Liedholm och en annan svensk, Sven-Göran Eriksson, tog över tränaransvaret. Klubben nådde sin tredje andraplacering på kort tid i ligan 1986 (och ännu en vinst i den italienska cupen). Men bortsett från en tredjeplats i ligan 1988 och vinst i den italienska cupen 1991, så var storhetstiden över i slutet av 80-talet. Under 90-talet föll Roma tillbaka till att vara ett lag alldeles under tätskiktet med flera femteplaceringar i ligan, men utan reell chans på ligaguldet.

### De senaste åren

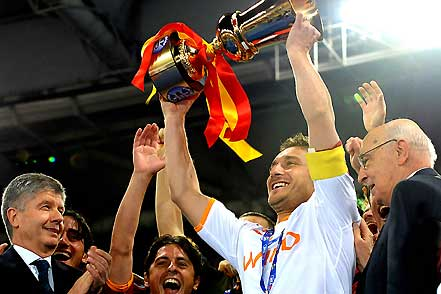
Francesco Totti lyfter den italienska cuppokalen 2008.

Säsongen 1999-2000 kom Fabio Capello tillbaka till klubben, denna gång som tränare. Capello ledde laget till klubbens tredje ligaseger 2001. Ligasegern säkrades i sista omgången genom en 3-1-seger mot Parma. Ledande spelare i laget var Francesco Totti. Andra viktiga spelare i mästarlaget var Aldair, Cafu, Gabriel Batistuta och Vincenzo Montella.
Även om Capello år 2004 lämnade klubben för Juventus så klarade Roma att hålla sig kvar i ligatoppen under den nya tränaren Luciano Spalletti. Med en ligavinst 2001 och en rad andraplaceringar (2002, 2004, 2006, 2007, 2008) så håller klubben i dag en högre nivå än någonsin och har i denna perioden tagit hem flera pokaler än under storhetsperioden på 1980-talet. Utöver ligavinsten 2001, så har Roma också vunnit Coppa Italia två gånger (2007, 2008) och den Italienska supercupen två gånger (2001, 2007). I Uefa Champions League så har laget som bäst nått kvartsfinal (både 2007 och 2008) men blivit utslagna av Manchester United båda gångerna.
2011 tog Thomas R. Di Benedetto över styrelseordförandeposten som ledare för ett amerikanskt consortium, över som ägare efter familjen Sensi. 2012 Övertog James Pallotta som posten och är sedermera klubbens ordförande. Sedan övertagandet har det investerats mycket i klubben men framgångarna har uteblivit. I Säsongen 2012/2013 slutade klubben på en sjätteplats i ligan vilket var en besvikelse men de hade chans att få revansch genom att vinna Coppa Italia. Men i cupfinalen mot SS Lazio så förlorade de med 0-1 och säsongen sågs som ett stort misslyckande. När spelarbussen kom till träningsanläggningen efter matchen så attackerades bussen och laget med stenar och glåpord av ca 200 supportrar. Inför säsongen 2013/2014 värvades tränaren Rudi Garcia från den franska klubben Lille OSC. Garcia fick en bra start på säsongen, då laget, trots flera tunga spelartapp, vann sina 10 första matcher i ligan, vilket var nytt Serie A-rekord.

## Spelare

### Truppen
| 89 | Italien    | Renato Marin | 10 juli 2006    | AS Roma          |
| 98 | Australien | Mathew Ryan  | 8 april 1992    | AZ Alkmaar (-24) |
| 99 | Serbien    | Mile Svilar  | 27 augusti 1999 | Benfica (-22)    |

| 3  | Spanien         | Angeliño         | 4 januari 1997   | RB Leipzig (-24)          |
| 5  | Elfenbenskusten | Evan Ndicka      | 20 augusti 1999  | Eintracht Frankfurt (-23) |
| 12 | Saudiarabien    | Saud Abdulhamid  | 18 juli 1999     | Al-Hilal (-24)            |
| 15 | Tyskland        | Mats Hummels     | 16 december 1988 | Borussia Dortmund (-24)   |
| 19 | Turkiet         | Zeki Çelik       | 17 februari 1997 | Lille (-22)               |
| 22 | Spanien         | Mario Hermoso    | 18 juni 1995     | Atlético Madrid (-24)     |
| 23 | Italien         | Gianluca Mancini | 17 april 1996    | Atalanta (-19)            |
| 26 | Sverige         | Samuel Dahl      | 4 mars 2003      | Djurgårdens IF (-24)      |
| 66 | Spanien         | Buba Sangaré     | 6 augusti 2007   | Levante (-24)             |

| 4  | Italien   | Bryan Cristante    | 3 mars 1995       | Atalanta (-19)                 |
| 7  | Italien   | Lorenzo Pellegrini | 19 juni 1996      | Sassuolo (-17)                 |
| 16 | Argentina | Leandro Paredes    | 29 juni 1994      | Paris Saint-Germain (-23)      |
| 17 | Frankrike | Manu Koné          | 17 maj 2001       | Borussia Mönchengladbach (lån) |
| 28 | Frankrike | Enzo Le Fée        | 3 februari 2000   | Stade Rennais (-24)            |
| 35 | Italien   | Tommaso Baldanzi   | 23 mars 2003      | Empoli (-24)                   |
| 61 | Italien   | Niccolò Pisilli    | 23 september 2004 | AS Roma                        |

| 11 | Ukraina    | Artem Dovbyk        | 21 juni 1997     | Girona (-24)           |
| 14 | Uzbekistan | Eldor Shomurodov    | 29 juni 1995     | Genoa (-21)            |
| 18 | Argentina  | Matías Soulé        | 15 april 2003    | Juventus (-24)         |
| 21 | Argentina  | Paulo Dybala        | 15 november 1993 | Juventus (-22)         |
| 56 | Belgien    | Alexis Saelemaekers | 27 juni 1999     | Milan (lån)            |
| 59 | Polen      | Nicola Zalewski     | 23 januari 2002  | AS Roma                |
| 92 | Italien    | Stephan El Shaarawy | 27 oktober 1992  | Shanghai Shenhua (-21) |

### Utlånade spelare
| Nr | Land     | Pos | Namn                                                   |
| -- | -------- | --- | ------------------------------------------------------ |
|    | Italien  | MV  | Davide Mastrantonio (i Milan Futuro till 30 juni 2025) |
|    | Spanien  | F   | Jan Oliveras (i Dinamo Zagreb till 30 juni 2025)       |
|    | Albanien | F   | Marash Kumbulla (i Espanyol till 30 juni 2025)         |
|    | Italien  | F   | Matteo Plaia (i Perugia till 30 juni 2025)             |
|    | Italien  | F   | William Feola (i Como till 30 juni 2025)               |
|    | Gambia   | MF  | Ebrima Darboe (i Frosinone till 30 juni 2025)          |

| Nr | Land    | Pos | Namn                                            |
| -- | ------- | --- | ----------------------------------------------- |
|    | Italien | MF  | Edoardo Bove (i Fiorentina till 30 juni 2025)   |
|    | Italien | MF  | Riccardo Pagano (i Catanzaro till 30 juni 2025) |
|    | Italien | A   | Luigi Cherubini (i Carrarese till 30 juni 2025) |
|    | Italien | A   | Manuel Nardozi (i Parma till 30 juni 2025)      |
|    | Norge   | A   | Ola Solbakken (i Empoli till 30 juni 2025)      |
|    | England | A   | Tammy Abraham (i Milan till 30 juni 2025)       |

### Hall of Fame
Följande spelare är inskrivna i Romas Hall of Fame
| - Aldair - Carlo Ancelotti - Amedeo Amadei - Gabriel Batistuta - Fulvio Bernardini - Cafu - Vincent Candela - Giorgio Carpi | - Toninho Cerezo - Bruno Conti - Mario De Micheli - Giancarlo De Sisti - Agostino Di Bartolomei - Falcão - Attilio Ferraris - Alcides Ghiggia | - Giuseppe Giannini - Giacomo Losi - Guido Masetti - Vincenzo Montella - Sebastiano Nela - Roberto Pruzzo - Francesco Rocca - Sergio Santarini | - Giuliano Taccola - Franco Tancredi - Damiano Tommasi - Francesco Totti - Arcadio Venturi - Rodolfo Volk - Rudi Völler |

### Noterbara spelare

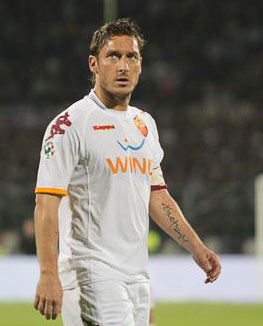
Francesco Totti

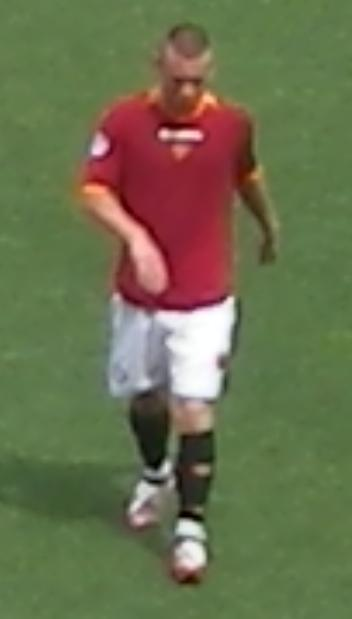
Daniele De Rossi